# Zähringerbrücke
Die Zähringerbrücke ist eine Strassenbrücke über die Saane in Freiburg in der Schweiz. Das heutige Bauwerk wurde 1924 an der Stelle einer in Französisch Grand Pont  genannten Hängebrücke errichtet, die bei ihrer Fertigstellung 1834 mit 273 m weltweit die längste Spannweite aufwies.

## Steinbogenbrücke von 1924

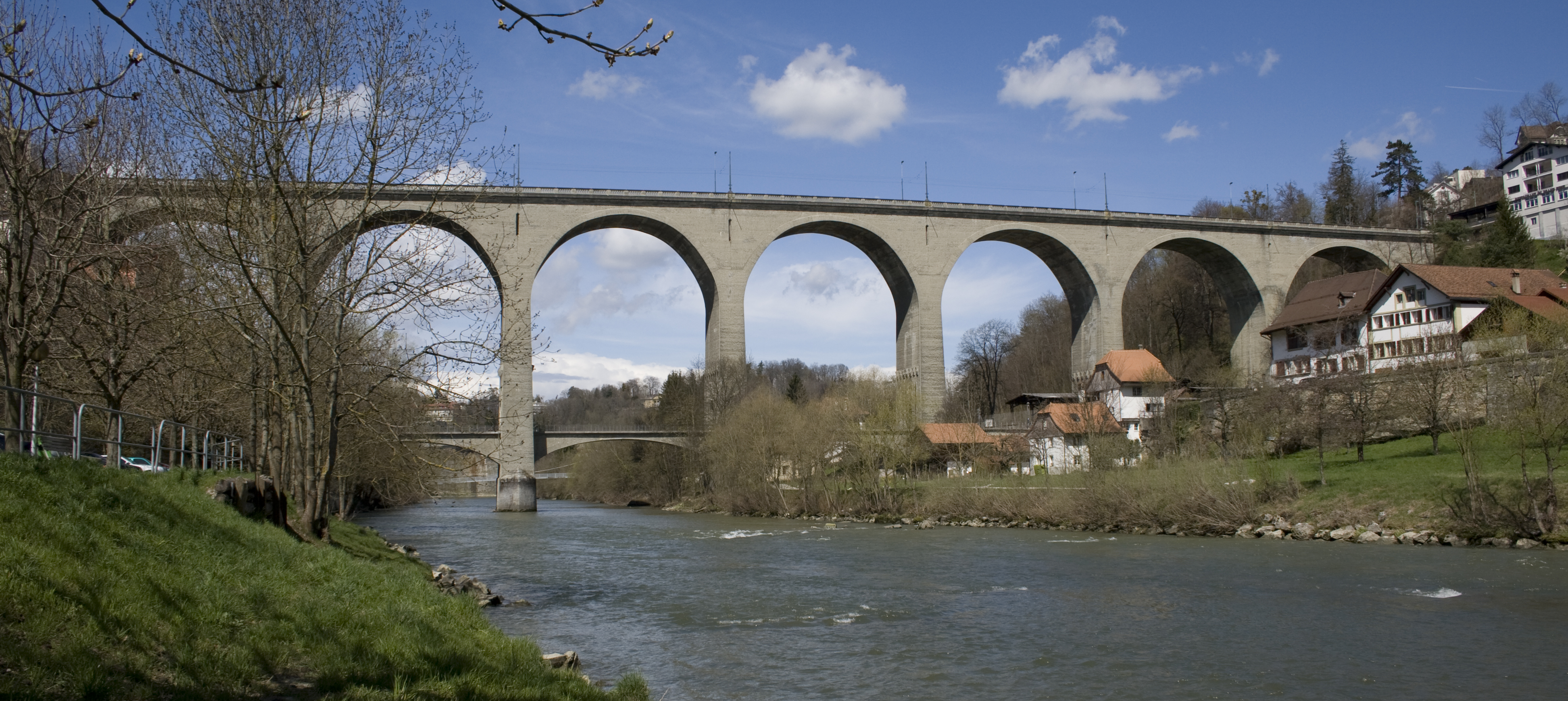
Fribourg – Pont de Zaehringen

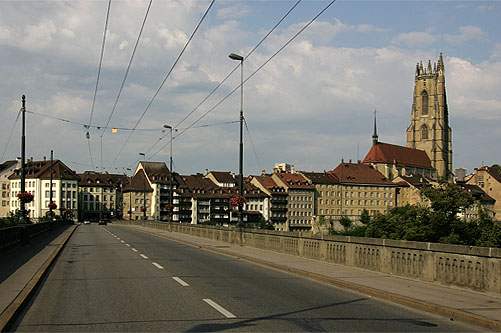
Fahrbahn der heutigen Zähringerbrücke

Die Ausschreibung der Erneuerung der Grand Pont sah den Umbau der bestehenden Hängebrücke oder den Bau einer massiven Bogenbrücke vor. Eine Expertenkommission bewertete die verschiedenen Projekte der Baufirmen. Da für den Versteifungsträger einer neuen Hängebrücke eine Höhe von mindestens 3 m als notwendig erachtet wurde und das Saanetal nur eine Tiefe von 50 m aufweist, wurde aus ästhetischen Gründen entschieden, nicht erneut die alte Konstruktionsform zu verwenden. Das Votum der Kommission fiel für einen massiven Viadukt mit einer Reihe von Öffnungen gleicher Weite.
Das 246 m lange Viadukt aus Beton weist sieben halbkreisförmige Bogenöffnungen mit lichten Weiten von 30 m auf. Die Pfeiler sind an ihren Köpfen 4,0 m lang; die Breite der Fahrbahnplatte mit beidseitigen Gehwegen und Radstreifen beträgt 11,5 m. Zusätzlich wurde unten an der Saane eine 3,5 m breite Brücke mit drei Segmentbögen errichtet.
Im April 1922 wurde das Unternehmen Züblin mit dem Bau der neuen Brücke beauftragt, die in der Achse des alten Bauwerkes erstellt wurde. Die Gründung des Flusspfeilers erfolgte mit einem Senkkasten. Die Einweihung der Brücke fand am Sonntag, den 16. November 1924, statt.
Seit der Eröffnung der Poyabrücke am 12. Oktober 2014 ist die Zähringerbrücke für den privaten Autoverkehr gesperrt.

## Hängebrücke von 1834
Die erste Zähringerbrücke, in Französisch Grand Pont genannt, wurde von 1832 bis 1834 zur Verbindung der Freiburger Altstadt mit dem rechten Saaneufer errichtet.
Am Anfang des 19. Jahrhunderts versuchte Freiburg die Verbindungen zur Umgebung, hauptsächlich nach Bern, zu verbessern. Es wurden mehrere Projekte bewertet, wie zum Beispiel dasjenige von Guillaume-Henri Dufour, der eine zweifeldrige Brücke mit unterspannten Trägern und einem 45 m hohen Mittelpfeiler für 320'000 Schweizer Franken vorschlug, oder dasjenige des Tessiners Giulio Pocobelli, der eine Steinbogenbrücke für 640'000 Franken vorschlug.
Der zur Ausführung gelangende Entwurf des französischen Ingenieurs Joseph Chaley war mit 200'000 Franken der billigste, denn seine Hängebrücke führte mit einer Spannweite von 273 m ohne Mittelpfeiler über die Saane, was bei Fertigstellung die längste Spannweite der Welt war. Sie wurde erst 1849 von der Wheeling Suspension Bridge mit 308 m als längste Hängebrücke abgelöst.
An den Tragkabeln der Brücke hing eine hölzerne Fahrbahnkonstruktion, die eine 4,9 m breite Fahrbahn und beidseitige 0,88 m breite Gehwege aufwies. Die Versteifungsträger waren 1,05 m hoch und als Geländer ausgebildet, wodurch die Brücke das Aussehen eines Steges besass. Je Seite waren zwei Tragkabel angeordnet, die aus jeweils 1056 Einzeldrähten mit je 3 mm Durchmesser bestanden. Die Pfeilhöhe der Tragseile betrug nur 19,28 m. Zur Montage wurden die Kabel im Tal ausgelegt und anschliessend nach oben gezogen. Dabei wurde der damals noch nicht so genannte Catwalk erstmals beim Bau von Hängebrücken eingesetzt. Zwölf Geschütze mit 50 Pferden und 300 Menschen belasteten das Bauwerk probeweise vor der Verkehrsübergabe.
1881 wurde die Brücke durch zwei zusätzliche Tragkabel verstärkt. Korrosion an den Tragkabeln und die unzureichende Steifigkeit der hölzernen Fahrbahnkonstruktion führten schliesslich Anfang der 1920er zu einem Ersatzneubau.